# 内海洋輔
内海 洋輔（うつみ ようすけ、1984年 - ）は、日本の天文学者。スタンフォード大学 カヴリ素粒子宇宙論研究所 物理科学研究員。日本天文学会所属。博士。

## 来歴
1984年 東京都に生まれる。小さいころから天文学に憧れる。天文学者を夢見て小学生の時に参加した銀杏祭での天文部の発表に感激し、天文学者の縣秀彦 が地学の教員として勤めていた東京大学教育学部附属中等教育学校へ入学し、天文学部で研究活動をスタートさせる。顧問の縣秀彦のもと、天文部では部長を務め、東京大学 乗鞍寮で毎夏合宿を行い論文の執筆に従事する。
- 2003年 3月 - 東京大学教育学部附属中等教育学校卒業、筑波大学 自然学類 物理学主専攻卒業、総合研究大学院大学 物理科学研究科 天文科学専攻 卒業。
- 2012年 4月 -  国立天文台 ハワイ観測所 日本学術振興会特別研究員
- 2013年 1月 -  広島大学 宇宙科学センター 特任助教
- 2017年 11月 - スタンフォード大学 カヴリ素粒子宇宙論研究所 物理科学研究員

## 受賞歴
- 2020: PASJ Award 日本天文学会 欧文研究報告論文賞 "Kilonova from post-merger ejecta as an optical and near-Infrared counterpart of GW170817" by Tanaka, Utsumi et al. (2017)
- 2019: The Prize for Science and Technology in Research Category for The Commendation for Science and Technology by the Minister of Education, Culture, Sports, Science and Technology. 科学技術分野の文部科学大臣表彰科学技術賞研究部門: 中性子星合体重力波現象 の光赤外線対応天体の研究